# Węglan magnezu
Węglan magnezu, MgCO3 – nieorganiczny związek chemiczny, sól magnezowa kwasu węglowego.
W warunkach standardowych jest to biała lub bezbarwna substancja krystaliczna. Praktycznie nie rozpuszcza się w wodzie. W temperaturze 350 °C rozkłada się na tlenek magnezu i dwutlenek węgla.
MgCO3 → MgO + CO2↑
W naturze występuje głównie pod postacią minerału o nazwie magnezyt. Jest jednym ze składników kamienia kotłowego.

## Zastosowanie
- wypełniacz do farb i lakierów
- odtrutka przeciwko kwasom i metalom
- proszek do zębów, puder
- lek zobojętniający kwas żołądkowy w chorobach przebiegających ze zgagą, w zapaleniu błony śluzowej żołądka, pomocniczo w chorobie wrzodowej żołądka i dwunastnicy
- wspinaczka (zapobiega ślizganiu się rąk po chwytach)